# Estação Aeroporto (Metrorec)
A Estação Aeroporto é uma das estações do Metrô do Recife, situada em Recife, entre a Estação Tancredo Neves e a Estação Porta Larga. A estação está localizada próxima ao Aeroporto Internacional do Recife que dá o nome à estação.
Foi inaugurada em 2009 e atende a moradores e trabalhadores da região oeste do bairro de Boa Viagem, além da demanda do Aeroporto.

## Localização
A estação está localizada a cerca de 500 metros do terminal de desembarque de passageiros do Aeroporto Internacional do Recife. O acesso se dá através de uma passarela que liga a estação de metrô ao saguão do aeroporto.
A estação está ligada também ao Terminal Integrado Aeroporto.

## Características
Trata-se de uma estação elevada, com plataforma central não revestida permitindo a melhor entrada natural de ar e luz.

## Tabela
| Estação   | Inauguração         | Plataformas | Posição | Notas                                      |
| --------- | ------------------- | ----------- | ------- | ------------------------------------------ |
| Aeroporto | 23 de março de 2009 | Central     | Elevada | Estação com estrutura de concreto aparente |

## Terminal Integrado (SEI)
A estação faz integração com 8 linhas de ônibus:
- 023 - TI Aeroporto / TI Tancredo Neves (Borborema Imperial)
- 026 - TI Aeroporto / TI Joana Bezerra (Borborema Imperial)
- 115 - TI Aeroporto / TI Afogados (Empresa Metropolitana)
- 151 - Jardim Jordão / TI Aeroporto (Borborema Imperial)
- 152 - Jordão Baixo / TI Aeroporto (Borborema Imperial)
- 153 - Jordão Alto / TI Aeroporto (Borborema Imperial)
- 161 - TI Aeroporto / TI Prazeres (Borborema Imperial)
- 370 - TI TIP / TI Aeroporto (Borborema Imperial)